# 乔治·冈迪
乔治·冈迪（法語：Georges Gandil，1926年5月18日—1999年10月24日），法国男子皮划艇运动员。他曾代表法国参加1948年夏季奥林匹克运动会皮划艇比赛，获得男子双人划艇1000米和男子双人划艇10000米铜牌。